# Élections législatives belges de 1974
Les élections législatives belges de 1974 ont eu lieu le 10 mars 1974 afin d'élire les 212 membres de la 42e législature Chambre des représentants de Belgique pour une durée de 4 ans, et 106 membres du Sénat.
Elle voit pour la première fois se présenter deux partis chrétiens démocrates séparément : 
- Le CVP du côté flamand,
- Le PSC du côté francophone.

Mais tous deux constituent encore le même groupe à la Chambre. 
Les résultats du scrutin ne montrent pas de différence fondamentale avec le précédent. 
Elle aboutit sur la formation du gouvernement Tindermans I, composé des chrétiens-démocrates et des libéraux, puis plus tard du Tindermans II avec le Rassemblement Wallon. 

## Résultats

### Résultats à la Chambre des représentants
| Parti | Parti                  | Voix      | %     | Sièges | +/- |
| ----- | ---------------------- | --------- | ----- | ------ | --- |
|       | PSB-BSP                | 1 401 725 | 26,66 | 59     | 2   |
|       | CVP                    | 1 222 646 | 23,25 | 50     | Nv  |
|       | PLP-PVV                | 475 917   | 15,19 | 30     | 4   |
|       | RW-FDF                 | 570 758   | 10,85 | 25     | 1   |
|       | VU                     | 536 287   | 10,2  | 22     | 1   |
|       | PSC                    | 156 213   | 9,09  | 22     | Nv  |
|       | PCB/KPC                | 107 481   | 2,04  | 4      | 2   |
|       | Rode Leeuwen           | 86 929    | 1,65  | 0      | 4   |
|       | UDP                    | 58 527    | 1,11  | 0      | —   |
|       | Autres                 | 104 966   | 1,99  | —      | —   |
|       | Blancs et non valables | 453 108   | 7,93  | —      | —   |
| Total | Total                  | 5 711 639 | 100   | 212    | 212 |

### Résultats au Sénat
| Parti | Parti                  | Voix      | %     | +/-    | Sièges | +/- |
| ----- | ---------------------- | --------- | ----- | ------ | ------ | --- |
|       | PSB/BSP                | 1 301 722 | 25,11 | +25,11 | 27     | +27 |
|       | CVP                    | 1 219 811 | 25,53 | +25,53 | 27     | Nv  |
|       | PLP/PVV                | 755 694   | 14,58 | -0,32  | 16     | 1   |
|       | VU                     | 545 215   | 10,52 | -0,85  | 10     | -2  |
|       | PSC                    | 430 512   | 8,3   | +8,3   | 10     | Nv  |
|       | FDF-PLDP               | 589 553   | 11,37 | -1,68  | 13     | 7   |
|       | RW                     | 589 553   | 11,37 | -1,68  | 13     | 7   |
|       | PCB/KPC                | 115 007   | 2,22  | -0,27  | 1      | 0   |
|       | Rode Leeuwen           | 82 959    | 1,6   | -0,27  | 2      | Nv  |
|       | UDP                    | 60 400    | 1,16  | -0,02  | 0      | 0   |
|       | Autres (<1%)           | 81 587    | 1,56  | —      | 0      | —   |
|       | Blancs et non valables | 527 014   | 9,23  | —      | —      | —   |
| Total | Total                  | 5 711 729 | 100%  | 100%   | 106    | 106 |